# Tankular
Tankular (Schreibvariante: Tancrowall) ist eine Ortschaft mit historischer Bedeutung im westafrikanischen Staat Gambia.
Nach einer Berechnung für das Jahr 2013 leben dort etwa 931 Einwohner, das Ergebnis der letzten veröffentlichten Volkszählung von 1993 betrug 829.

## Geographie
Tankular liegt in der Lower River Region im Distrikt Kiang West und ist ungefähr 65 Bwiam entfernt, liegt unmittelbar am Gambia-Fluss und hat dort eine Anlegestelle. Der Ort liegt westlich des Kiang West National Parks.

## Geschichte
Im 15. Jahrhundert unterhielten die Portugiesen, die ersten Europäer, die in der Geschichte Gambias am Gambia-Fluss waren, zahlreiche Stützpunkte. Unter anderem hatten sie hier um das Jahr 1455 eine Mission und einen Handelsstützpunkt (auch Faktorei) gegründet.

## Kultur und Sehenswürdigkeiten
In Tankular sind Steine und Glocke der alten Siedlungsstelle erhalten und als Kultstätte bekannt.

## Persönlichkeiten
- Ebrima O. Camara (* 20. Jahrhundert), Politiker und Verwaltungsbeamter